# Lago Marion
El lago Marion es un lago ubicado en el centro del estado de Carolina del Sur (Estados Unidos), tributario de los ríos Wateree y Congaree, y a partir de él surge el río Santee que finalmente desagua en el océano Atlántico. Tiene una superficie de 450 km² y un perímetro de 507 km.

## Origen
El lago Marion surgió con el levantamiento de la presa Santee en 1941, como parte del New Deal del presidente Franklin D. Roosevelt, durante la Gran Depresión.

## Fauna

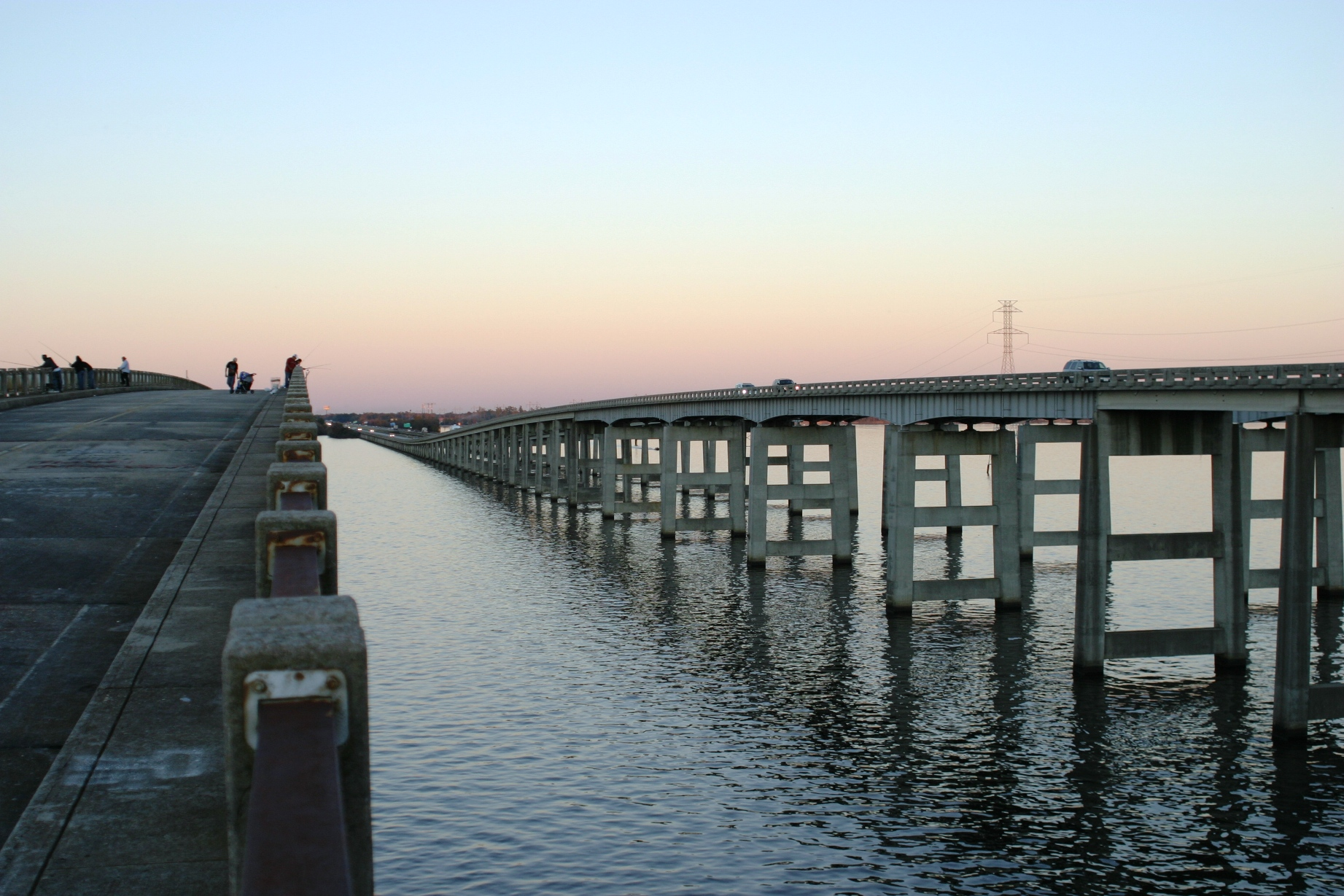
Puente sobre el lago Marion

El lago Marion es conocido por albergar peces de gran tamaño. Algunos de los peces que se pueden encontrar son la lubina, la perca, la robaleta o el siluro.